# 소말리아의 총리

소말리아의 국장

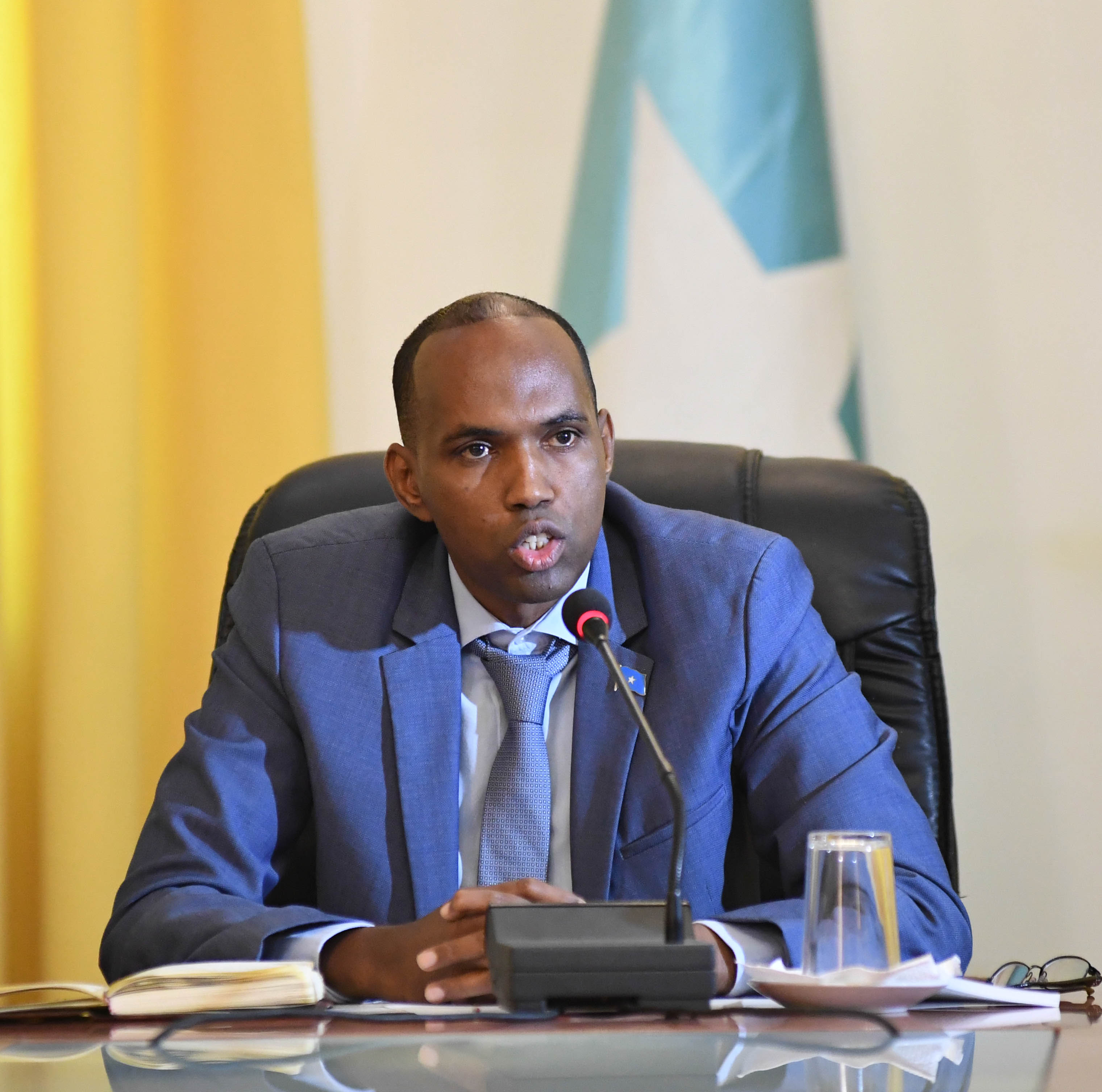
현 소말리아 총리 하산 알리 카헤르

소말리아의 총리(소말리어: Ra'iisul wasaaraha Soomaaliya, 아랍어: قائمة رؤساء وزراء الصومال)는 소말리아의 내각 수반이다.

## 같이 보기
- 소말리아의 역사